# Mercedes d'Orléans
María de las Mercedes d'Orléans y Borbón (n. 24 iunie 1860, Madrid, Noua Castilie⁠(d), Spania – d. 26 iunie 1878, Madrid, Noua Castilie⁠(d), Spania) a fost regină a Spaniei și prima soție a regelui Alfonso al XII-lea al Spaniei. S-a născut la Madrid și a fost fiica lui Antoine d'Orléans, Duce de Montpensier și a infantei Luisa Fernanda a Spaniei.

## Primii ani și familie

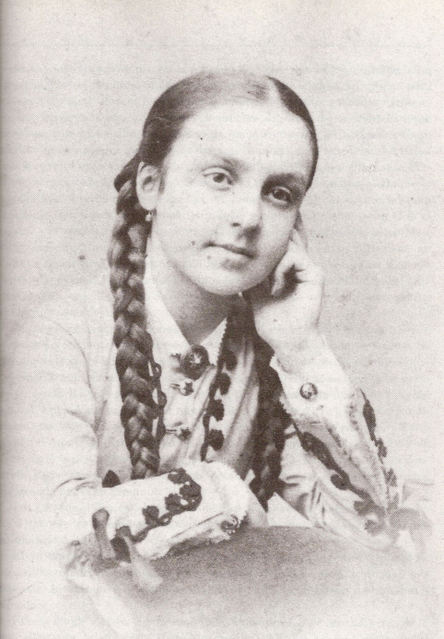
María de las Mercedes în 1874

Prin tatăl ei, Mercedes a fost nepoata regelui Ludovic-Filip al Franței și a reginei Maria Amalia. Prin mama sa, Mercedes a fost nepoata regelui Fernando al VII-lea al Spaniei prin nepoata și cea de-a patra soție, María Cristina de Bourbon, Prințesă a celor Două Sicilii. Deci, Mercedes a fost descendenta dinastiei de Bourbon prin toți cei patru bunici.
S-a născut la Palacio Real din Madrid (Palatul Regal). Isabela a II-a și soțul ei Francisco au fost nașii ei de botez când a primit numele: María de las Mercedes Isabel Francisca de Asís Antonia Luisa Fernanda Felipa Amalia Cristina Francisca de Paula Ramona Rita Cayetana Manuela Juana Josefa Joaquina Ana Rafaela Filomena Teresa Santísima Trinidad Gaspara Melchora Baltasara et omni sancti.
Deși pe linie paternă Mercedes a fost prințesă franceză, ea a fost oficial, de asemenea, infantă spaniolă. În afară de faptul că era nepoata Isabelei a II-a, Mercedes avea dreptul la titlu de infantă deoarece tatăl ei Antoine, la căsătoria cu infanta Luisa Fernanda a Spaniei, a fost numit Infantele Antonio al Spaniei. Copilăria și-a petrecut-o în cea mai mare parte la palatul lor din San Telmo, Sevilia, în Andaluzia (sudul Spaniei).
A fost apopiată de toți frații ei, în special de fratele ei Fernando, care a murit când ea avea 13 ani. De asemenea, a fost apropiată de surorile ei mai mari Prințesa Isabela (care s-a căsătorit cu vărul ei primar Filip, Conte de Paris în 1864) și Prințesa María Amalia (care a murit la vârsta de 19 ani în 1870) ca și de sora mai mică, María Cristina.

## Căsătorie

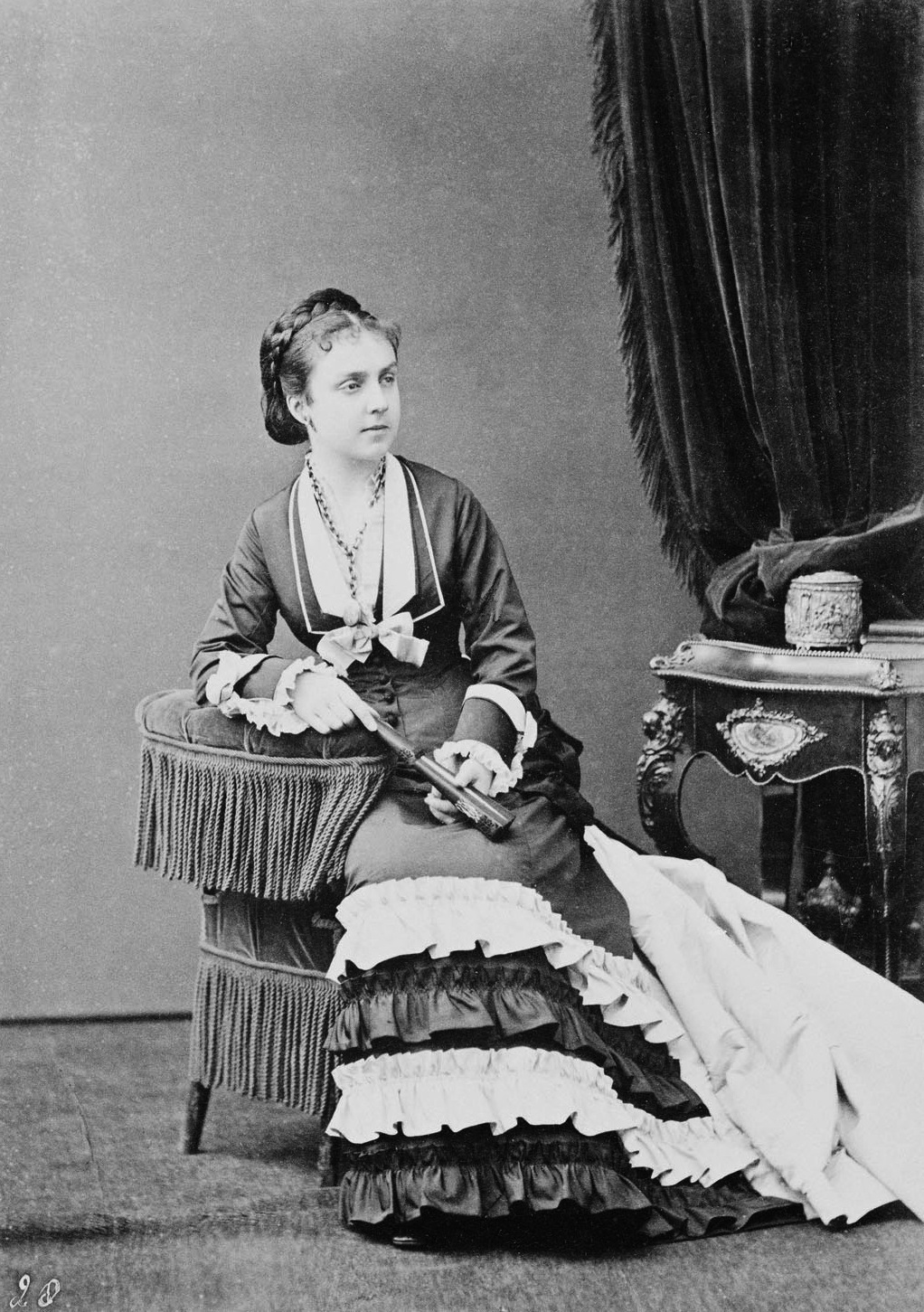
María de las Mercedes de Orleans

În anii 1860, Spania a trecut printr-o criză de cereri democratice. În final, mătușa lui Mercedes, regina Isabela a II-a a fost detronată. Familia lui Mercedes a fost exilată. În 1872, la vârsta de 12 ani, în exil, și-a întâlnit vărul primar, Alfonso, Prinț de Asturias, de care s-a îndrăgostit.
În 1876, la o perioadă după restaurare, Alfonso în vârstă de 19 ani, și-a declarat intenția de a se căsători cu Mercedes în vârstă de 16 ani. Căsătoria nu a întrunit acordul întregii famiii regale - în special, fosta regină Isabela s-a înfuriat: planul ei era ca Alfonso să se căsătorească cu Infanta Blanca a Spaniei (1866-1935), fiica rivalului ei carlist, Carlos, Duce de Madrid. Totuși, cuvântul final l-a avut Alfonos care era rege. Logodna a avut loc printr-un mare bal în decembrie 1877. Căsătoria a avut loc la 23 ianuarie 1878 printr-o ceremonie la biserica Atocha din Madrid.

## Deces
La scurtă vreme după luna de miere, a devenit evident că Mercedes are tuberculoză. Căsnicia lor a durat numai șase luni, timp în care Mercedes a avut un avort spontan. Disperat, regele n-a putut face nimic pentru a preveni decesul soției sale. Regina Mercedes a murit la Madrid la două zile după ce a împlinit 18 ani.
Corpul reginei Mercedes a fost îmbrăcat în veșminte albe și negre de călugăriță și a fost înmormântată la Escorial, însă nu în cripta regală deoarece acolo sunt înmormântate numai regine care au dat naștere unui moștenitor regal.